# Študlov (district de Svitavy)
Pour les articles homonymes, voir Študlov.
Študlov (en allemand : Studlow) est une commune du district de Svitavy, dans la région de Pardubice, en République tchèque. Sa population s'élevait à 108 habitants en 2024.

## Géographie
Študlov se trouve à 5 km au sud-sud-ouest du centre de Březová nad Svitavou, à 18 km au sud de Svitavy, à 71 km au sud-est de Pardubice et à 158 km à l'est-sud-est de Prague.
La commune est limitée par Chrastavec au nord, par Rozhraní à l'est, par Stvolová et Prostřední Poříčí au sud, et par Horní Poříčí et Vítějeves à l'ouest.

## Histoire
La première mention écrite de la localité date de 1629.

## Transports
Par la route, Študlov se trouve à 9 km de Březová nad Svitavou, à 27 km de Svitavy, à 89 km de Pardubice et à 208 km de Prague. 